# Genlis
Genlis é uma comuna francesa na região administrativa da Borgonha-Franco-Condado, no departamento de Côte-d'Or. Estende-se por uma área de 12,08 km². Em 2010 a comuna tinha 5 317 habitantes (densidade: 440,1 hab./km²).